# Église Saint-Jean-Baptiste de Villard
Pour les articles homonymes, voir Église Saint-Jean-Baptiste.
L'église Saint-Jean-Baptiste est une église catholique située à Villard dans le département de la Haute-Savoie, en France.

## Localisation
L'église Saint-Jean-Baptiste est située dans le département français de la Haute-Savoie au sein de la commune de Villard .

## Histoire
Le premier lieu de culte de Villard est signalé en 1302 lors de son érection en paroisse. À l'origine, il s'agit d'une chapelle placée sous le patronage de saint Jean-Baptiste et rattachée au prieuré de Burdignin. Elle est agrandie et devient l'église de la paroisse en 1305. Hormis le premier curé, les suivants ne résident pas dans la commune.
Au début du XVe siècle, l'église est vétuste. L'évêque de Genève oblige le curé de la paroisse à la faire restaurer. L'église comportait trois petites chapelles placées sous les vocables de la Vierge Marie, sainte Catherine et saint Grat. 
Sous la période révolutionnaire le retable du XVIIIe siècle est protégé derrière un mur. Une nouvelle église est reconstruite entre 1820 et 1826, suivie du clocher deux ans plus tard.

## Description

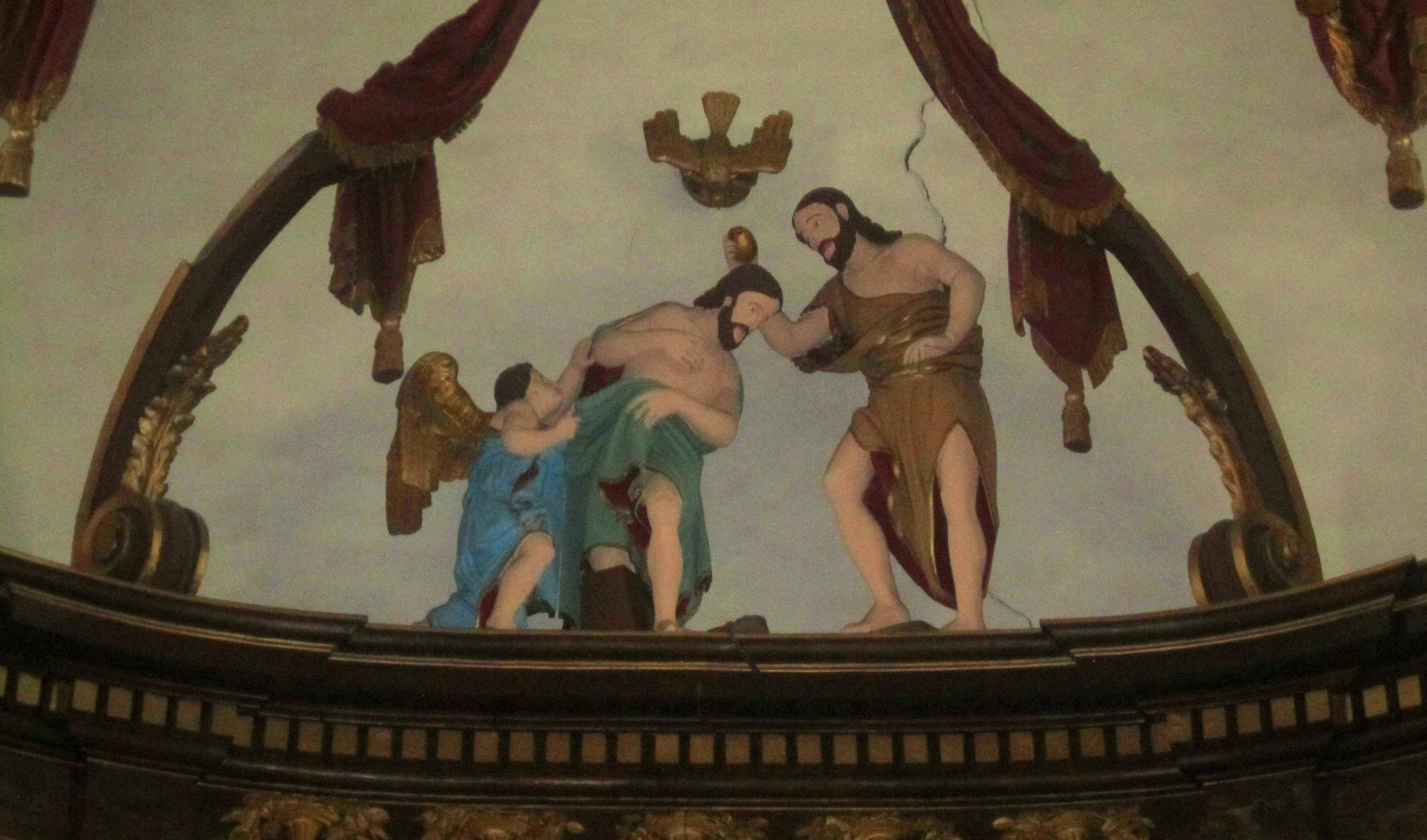
Le baptême du Christ

L'église, caractérisée par son bulbe, est rebâtie au XIXe siècle dans le style néo-classique dit « sarde »,. Elle est construite selon les plans d'une croix latine dont le dôme central est réalisé par le sculpteur italien Ploruto. Le sanctuaire est aveugle. Le clocher à flèche est ajouté à l'édifice en 1828.

## Mobilier
L'église est remarquable par son mobilier et ses décorations murales :
- cloche de 1558 : objet classé au titre des monuments historiques (1947)[7] ;
- mobilier du XIXe : objet classé au titre des monuments historiques (1984)[8] comprenant un tabernacle et un baldaquin d'autel avec un groupe de statues représentant le baptême du Christ accompagné d'un ange.